# Karl Tschuppik
Karl Tschuppik (* 26. Juli 1876 in Melnik, Königreich Böhmen, Österreich-Ungarn; † 22. Juli 1937 in Wien) war ein österreichischer Journalist, Feuilletonist, Publizist und Herausgeber.
Karl Tschuppik arbeitete für Zeitungen wie das Prager Tagblatt, dem er von 1898 bis 1917 als Redakteur und Herausgeber angehörte, und publizierte in zahlreichen zumeist dem linksintellektuellen Spektrum zuordenbaren Zeitungen und Zeitschriften in Wien, Berlin und München. Er war einer der bedeutendsten österreichischen Publizisten vor 1938. Bei bedeutenden zeitgenössischen Publizisten und Journalisten wie Max Brod, Joseph Roth oder Friedrich Funder fanden seine Publikationen große Anerkennung, Friedrich Torberg würdigte ihn in seiner Tante Jolesch.
Tschuppik sowie sein publizistisches Schaffen, das von der Ablehnung sowohl des Nationalsozialismus und Deutschnationalismus als auch des Austrofaschismus geprägt war, galten lange Zeit als vergessen. Für die nationalsozialistische Propaganda diente Tschuppik als häufiges Angriffsziel unter den Publizisten; so war er bereits auf der ersten, 1933 veröffentlichten „Schwarzen Liste“ der „schädliches und unerwünschtes Schrifttum“ verbreitenden Autoren nicht nur aufgelistet, sondern auch gesondert erwähnt.

## Leben und Wirken

### Herkunft
Karl Tschuppik wurde am 26. Juli 1876 als Sohn des Ingenieurs der Österreichischen Nordwestbahn Friedrich Tschuppik in Melnik (Mělník) in Böhmen geboren. Seine Mutter Ludmilla war die Tochter des Prager Arztes Josef Komárek. Die Vorfahren Tschuppiks väterlicherseits dienten über sechs Generationen als Offiziere und Beamte im habsburgischen Österreich. Sein 13 Jahre jüngerer Bruder Walter (1889–1955) wurde Journalist.
Nach der Matura studierte er technische Wissenschaften an den technischen Hochschulen von Zürich (Eidgenössische Technische Hochschule Zürich) und Wien (Technische Hochschule Wien). Ob Tschuppik seinen Militärdienst vor oder nach dem Studium absolvierte – er selbst gab an, Gefreiter bei den k.u.k. Hoch- und Deutschmeistern gewesen zu sein – ist nicht bekannt.

### Karriere im Journalismus in Prag und Wien (1898–1923)
Nach dem Studium kehrte Tschuppik nach Prag zurück. Dort machte er erste Veröffentlichungen bei der zweisprachigen Prager Monatsschrift Akademie, wo er auch Stefan Großmann kennenlernte. Ab 1898 oder 1899 war er Redakteur beim Prager Tagblatt, einer der renommiertesten deutschsprachigen Zeitungen der österreichisch-ungarischen Monarchie. 1909 oder 1910 wurde er dessen Chefredakteur. Noch vor dem Ersten Weltkrieg veröffentlichte er, gemäß Angaben in Nachrufen österreichischer Zeitungen, parallel zum Prager Tagblatt auch in Emil Kuhs Montagsblatt aus Böhmen, in der Frankfurter Zeitung, im Berliner Tageblatt und in der Pariser Le Temps. Welche Artikel er wann genau in diesen Zeitungen veröffentlicht hat, ist unbekannt. Generell ist über Tschuppiks Schaffen vor 1914 nur wenig bekannt. Es konnten jedoch mehrere Artikel ausgemacht werden, die Tschuppik 1902 für die Arbeiter-Zeitung und 1907 für die Monatsschrift Deutsche Arbeit verfasste.
Ab 1914 ändert sich die Quellenlage zu Tschuppik schlagartig, da die Prager Tageszeitung in jenem Jahr die Signierung der Leitartikel mit den Redakteuren zuordenbaren Symbolen einführte. Tschuppiks Symbol war ein schräg nach rechts oben zeigender Pfeil. Insgesamt verfasste Tschuppik über 500 Leitartikel für das Prager Tagblatt. In diesen wird auch eine geistige Wandlung Tschuppiks vom für Deutschnationalismus und Kriegspropaganda Anfälligen zu einem pazifistischen, für ein unabhängiges Österreich Eintretenden erkennbar. So wiesen Tschuppiks Leitartikel vor Kriegsbeginn und in den ersten Monaten danach eine mit dem Krieg sympathisierende, tendenziell der Propaganda entsprechende, Haltung auf. Zudem befürwortete er das Bündnis Österreich-Ungarns mit Deutschland und hieß die staatliche Beeinflussung der Presse gut – zumindest „bis zu einem gewissen Punkt“. Als dieser seiner Meinung nach überschritten wurde, entstanden Konflikte mit der Zensur. Im Laufe des Krieges wandelte sich auch seine übrige Einstellung grundlegend. Er wurde zum entschiedenen Gegner jeglichen Nationalismus, insbesondere des deutschen.
Am 11. November 1917 erschien Tschuppiks vorerst letzter Leitartikel für das Prager Tagblatt. Er wurde entlassen, da der Eigentümer Rudolf Koller der altliberalen Casino-Partei entgegenkommen wollte. Diese plante, die böhmische Zeitung Bohemia zu kaufen, jenen Konkurrenten des Prager Tagblattes, für den Koller Fusionspläne vorschwebten. Er glaubte, die Casino-Partei durch die Entlassung des ihnen politisch missfallenden Tschuppiks von ihren Plänen abbringen zu können.
Tschuppik übersiedelte mit seiner zehn Jahre jüngeren Lebensgefährtin Bertha nach Wien, wo er Stefan Großmann um Hilfe bei der Suche nach Arbeit bat. Es wurde ihm schließlich die redaktionelle Leitung von Benno Karpeles’ pazifistischer Wochenschrift Der Friede sowie ein Redakteursposten beim Neuen Wiener Tagblatt angeboten, das ihm 36.000 Kronen anbot. Er entschied sich für das Tagblatt, veröffentlichte aber auch im Frieden. Nachdem die tschechische Zeitung Bohemia dennoch verkauft wurde, bereute Koller es, Tschuppik entlassen zu haben. Da Tschuppik nun in Wien beschäftigt war und der Chefredakteurs-Posten in Prag nachbesetzt wurde, einigte man sich mit Tschuppik darauf, von Wien aus Leitartikel für das Prager Tagblatt zu schreiben. Am 24. Dezember 1917 erschien sein erster Leitartikel für das Prager Tagblatt nach der Unterbrechung.
Ab 23. März 1919 bis 15. Juli 1919 war Tschuppik für die von Karpeles neu gegründete Tageszeitung Der neue Tag tätig: als Chef vom Dienst und als politischer Hauptredakteur. Er unterbrach hierzu seine Tätigkeit beim Neuen Wiener Tagblatt, kehrte aber anschließend wieder zu dieser Zeitung zurück. Beim Neuen Tag lernte er auch Joseph Roth kennen, mit dem ihn eine lebenslange Freundschaft verband. Am 7. Dezember 1920 heiratete er seine Lebensgefährtin Bertha.
Seine erste Verhaftung erlebte Tschuppik am 30. Jänner 1922, als er einen in zivil auftretenden Sittenpolizisten an einer Amtshandlung zu hindern versuchte. Dieser versuchte gerade eine Prostituierte zu verhaften, wobei er sie in ein Haustor drängte, was für Außenstehende wie ein Überfall oder ein heftiger Streit aussah – so lautete dann auch Tschuppiks Rechtfertigung, die ihm auferlegte Geldstrafe nicht zu bezahlen. Es kam zu einem Prozess, in dem er freigesprochen wurde. Er hielt sich im Prozessverlauf verbal nicht zurück und musste eine Geldstrafe wegen „Wachebeleidigung“ zahlen.
Zu Beginn der 1930er Jahre wurde er ein zweites Mal verhaftet (siehe #Anekdoten).

### Konfliktreiche Zeit als Chefredakteur der Stunde (1923–1926)
Am 2. Februar 1923 wurde Tschuppik Chefredakteur der neu gegründeten Stunde – der ersten Boulevardzeitung Österreichs, die nicht nur systematische Bespitzelung bekannter Personen zum Zwecke voyeuristischer Berichterstattung einführte, sondern auch im redaktionellen und gestalterischen Bereich das österreichische Pressewesen modernisierte und international übliche Standards mitbrachte. Die Zeitung wies jedoch trotz ihrer auf Massengeschmack ausgerichteten Gestaltung mit vielen Bildern und großen Überschriften sowie mit reißerischen bis verleumderischen Artikeln eine klare politische Linie auf: pro-demokratisch sowie gegen Links- und Rechtsextremismus. Der Gründer Emmerich Bekessy wollte Tschuppik um jeden Preis als Chefredakteur der Stunde haben. Da er beim Neuen Wiener Tagblatt Aufstiegschancen und Herausforderungen vermisste, da dessen Chefredakteur Emil Löbl erst 1917 an diesen Posten kam und daher nicht an die Aufgabe desselbigen dachte, und nicht zuletzt aufgrund des gewiss hohen Gehaltsangebotes bei der Stunde nahm Tschuppik diesen Posten an.
Die drei Jahre seiner Tätigkeit bei dieser Zeitung waren jedoch auch von heftigen Auseinandersetzungen mit Karl Kraus geprägt. Dieser prangerte vor allem die Machenschaften und Geschäftspraktiken des Verlegers Imre Békessy an, machte aber auch Tschuppik als Chefredakteur für die „Bordellpublizistik“ verantwortlich. Tschuppik blieb seiner politischen Linie jedoch auch bei der Stunde weitgehend treu. So veröffentlichte er ausgerechnet in der Stunde zwei umfangreiche Artikel, in denen er gegen die Verflechtung von „Kapital und Presse“ Stellung bezog.
Für Kraus war Tschuppik aber vor allem deswegen ein wichtiges Angriffsziel, da er in ihm sein „Monopol auf Zeit- und Sittenkritik“ gefährdet sah, und trotz derselben politischen Standpunkte Tschuppik unter anderem aufgrund seiner mitunter ironischen Schreibweise, die den Gegnern, so Kraus’ Vorwurf, Sympathie verschaffe, das „moralische Recht“ absprach, diejenigen zu bekämpfen, die Kraus auch in seiner Fackel bekämpfte. So schrieb er 1923 in der Fackel: „Denn ehe ich mit Herrn Tschuppik einen Abscheu gemeinsam habe, protegiere ich lieber dessen Opfer! […] Denn so bacchantisch wie dieser Tschuppik hatte ich die Freiheit nicht gemeint.“
Einmal kam es zu einem Gerichtsprozess, in dem Tschuppik vorgeworfen wurde, jene Notiz in der Zeitung verfasst zu haben, in der die Personenbeschreibung eines angeblich wegen sexuellen Missbrauchs an Kindern gesuchten Straftäters abgegeben wurde, die offensichtlich auf den Chefredakteur der Arbeiter-Zeitung, Friedrich Austerlitz, abzielte. Tschuppik bestritt, dafür verantwortlich zu sein und wurde freigesprochen.
Nachdem sich Kraus’ Vorwürfe der geschäftsmäßigen Erpressung und Nötigung gegenüber Bekéssy erhärteten, wandte sich auch Tschuppik von seinem Arbeitgeber ab und verließ die Zeitung am 13. Juli 1926. Seither ließ er sich in keiner Redaktion mehr anstellen und war nur noch freischaffend tätig.

### Kulturpublizismus und biografische Forschungen in Berlin (1926–1933)
Er übersiedelte 1926 nach Berlin, wo er in Kontakt mit Anton Kuh, Valeriu Marcu, Alfred Polgar, Alexander Roda Roda und Joseph Roth stand. Er schrieb Artikel, Glossen und geschichtliche Essays für die bedeutenden Kultur- und kulturpolitischen Zeitschriften Das Tage-Buch von Leopold Schwarzschild, Literarische Welt von Willy Haas sowie für Der Querschnitt. Während seiner Zeit in Deutschland wurde er bald zum Kenner der deutschen Verhältnisse, wie aus seinen Publikationen hervorgeht. Zugleich gewann er Distanz zu Österreich und dessen Habsburger-Vergangenheit, die er zusehends milder beurteilte.
Ende der 1920er Jahre und zu Beginn der 1930er Jahre machte Tschuppik die jüngere Vergangenheit und Biografien zum Schwerpunkt seiner Beschäftigungen. Während seiner Recherchen und Forschungen veröffentlichte er immer wieder auch Ergebnisse in Zeitschriften und Zeitungen. 1928 erschien seine erste Monografie: Franz Joseph I. Der Untergang eines Reiches. Es folgten Monografien über Kaiserin Elisabeth (1929), Erich Ludendorff (1931) und Maria Theresia (1934), die allesamt eine Kombination von „skrupellos-wissenschaftlicher Sorgfalt und literarischer Intuition“ darstellten. Dem „Skelett historischer Fakten“ sollte durch „literarische Intuition“, die auch das gesellschaftliche und politische Umfeld der Personen miteinbezog, „Leben eingehaucht werden“. Er bezog sich in diesen Arbeiten stark auf Briefe und Memoiren der beschriebenen Personen. Er versuchte – wie auch in seinen Essays für Zeitungen und Zeitschriften – persönliche Motive und Defizite als Triebfeder des Politischen zu erkennen und darzustellen. Er schrieb, dass politische Katastrophen, etwa im Falle von Franz Joseph und Ludendorff, wesentlich auf deren „Mangel an Sensibilität und Intelligenz“ zurückzuführen seien, „die die eigene Unfähigkeit als Not des Staates deklarieren“. Von seinen Monografien wurden jene über Franz Joseph 1933 ins Englische, jene über Kaiserin Elisabeth 1934 ins Englische, Französische sowie Schwedische und jene über Ludendorff ins Englische und Italienische übersetzt.
Tschuppiks antifaschistische, anti-deutschnationale Gesinnung, die in seinen Essays, Artikeln und Büchern deutlich zum Ausdruck kommt, sowie seine Monografie über Ludendorff, in der er auch dessen „höchst primitiven Fascismus von der Art Adolf Hitlers“ kritisiert, machten ihn zu einem beliebten Angriffsziel nationalsozialistisch-antisemitischer Agitation. Tschuppiks Name stand auf der am 26. März 1933 veröffentlichten ersten, 43 Namen umfassenden „Schwarzen Liste Literatur“ des Bibliothekars Wolfgang Herrmann, die „schädliches und unerwünschtes Schrifttum“ indizierte, das umgehend aus den Bibliotheken entfernt werden musste und der Bücherverbrennung 1933 zum Opfer fiel.

### Letzte Jahre in Wien – Publizistische Agitation für Österreich
Tschuppik musste Deutschland verlassen und bezog am 9. März 1933 wieder sein Zimmer im Wiener Hotel Bristol, in dem er bereits während der letzten Zeit in Wien gelebt hatte. Auch Anton Kuh kehrte 1933 nach Wien zurück. Zudem pflegte er Kontakt mit Klaus Mann und Ödön von Horváth, dessen Trauzeuge er 1933 war. Tschuppik schrieb nun für die beiden pro-österreichischen Zeitungen Der Morgen und Wiener Sonn- und Montagszeitung. Während der Biograf Josef Roths, David Bronsen, 1974 meinte, Tschuppik habe mit Roth die Wandlung vom demokratischen Linken zum Monarchisten gemein, hielt Klaus Amann nach der Lektüre von Tschuppiks Arbeiten der 1930er-Jahre diese Auffassung für haltlos. Es sei vielmehr so, „dass Tschuppik innerhalb des politischen Spektrums der dreißiger-Jahre und vor allem in der Diskussion um die sogenannte ‚Österreich-Idee‘ eine Position einnahm, die Deutschland gegenüber differenzierter und dezidierter war als alles, was die offiziellen Stellen des ‚Ständestaates‘ zu liefern imstande waren.“ Dass Tschuppik in den 1930er Jahren die Monarchie aus einer anderen, milderen Perspektive als unmittelbar nach deren Untergang sah, ergibt sich durch den (zumindest für ihn) erkennbaren herannahenden „Untergang des Abendlandes“ durch den Nationalsozialismus und dessen Expansionsdrang sowie den Austrofaschismus.
Ab 1934 herrschte in Österreich mit dem austrofaschistischen Ständestaat ebenfalls eine autoritäre Regierung, die sich ebenfalls auf das „Deutschtum“ und die deutsche Kulturnation bezog und eine österreichische Eigenständigkeit ausgerechnet durch die Selbstdefinition als „bessere Deutsche“ zu behaupten versuchte. Bevor Tschuppik zu solch angriffslustigen, kritischen Tönen fand, brachte er in seinen Artikeln und Kommentaren durchaus Sympathien für den autoritären österreichischen Staat auf. Vor allem die Angriffe des nationalsozialistischen Deutschlands auf Österreich ließen den pro-österreichischen Tschuppik teilweise auf die Linie der österreichischen Propaganda einschwenken. Ob Zensur und staatliche Eingriffe hierbei eine Rolle spielten, ist nicht bekannt. Die Absurdität des austrofaschistischen Versuches, Deutschland zu „überhitlern“, wurde von Tschuppik entlarvt. In diesem Zusammenhang schrieb Tschuppik 1935 in der Wiener Sonn- und Montagszeitung, dass in Österreich „ein Missbrauch mit dem Wörtchen ‚deutsch‘“ getrieben werde, der geeignet sei, „die von der nationalsozialistischen Ideologie verbreitete Täuschung zu stützen, dass Österreich ein Teil Deutschlands sei“. „Nach der völligen Loslösung des Deutschtums vom ehemals gemeinsamen zivilisatorischen Besitz ist es einem Österreicher heute unmöglich in der gesitteten Welt als ‚Deutscher‘ aufzutreten.“
Der Amsterdamer Exilverlag Allert de Lange, bei dem Tschuppik seine nach 1933 verfassten Bücher veröffentlichte, wurde zu seiner wichtigsten Einkommensquelle. Seine Einkommenssituation verschlechterte sich zusehends; sie verbesserte sich vorübergehend, weil sich Maria Theresia sehr gut verkaufte, wie aus seinem Briefwechsel mit Walter Landauer vom Verlag hervorgeht. 1937 erschien Tschuppiks letztes Werk – sein einziger Roman: Ein Sohn aus gutem Hause. Dieser wurde 1989 von Karin Brandauer verfilmt.
Am 21. Juni 1937 berichtete er im Morgen von Drei Unberühmten: darunter eine Blumenfrau von der Kärntner Straße, die er eines Tages vermisst hatte – sie war gestorben. Er kommentierte dies mit „Der liebe Gott weiß, wen er rechtzeitig zu sich nimmt.“ Einen Monat später, am 22. Juli gegen 14 Uhr, starb Tschuppik unerwartet im Bristol. Als Todesursache wurde Angina Pectoris angegeben. Der Weinliebhaber wurde am Grinzinger Friedhof begraben. Wie von Tschuppik testamentarisch verfügt spielte dabei der Harmonika-Spieler seines Lieblings-Heurigen das Lied Es wird ein Wein sein und wir werd’n nimmer sein. 
Zu Lebzeiten hatte Tschuppik, wenn ihn düstere Zukunftsgedanken überkamen, den Titel des Liedes depressiv abgewandelt: „Es wird kein Wein sein und wir werd’n noch immer sein.“ – „Das ist ihm erspart geblieben.“ Joseph Roth berichtete in Paris im Neuen Tage-Buch (Exil-Fortsetzung des Tage-Buches) über Tschuppiks Begräbnis und schrieb zu seinem Tod „vor der Zeit, aber auch vor der Un-Zeit“: „Wenn er nicht gestorben wäre, hätten sie ihn erschlagen“.

## Forschungsstand
Bislang haben sich nur zwei Forscher mit einer wissenschaftlichen Aufarbeitung von Tschuppiks Leben und Wirken befasst. Der Vorarlberger Literaturhistoriker Klaus Amann veröffentlichte 1982 die erste Werkanalyse über ihn. Die zweite Arbeit ist eine Diplomarbeit, die 1995 von Klaus Prokopp an der Universität Klagenfurt eingereicht wurde. Dieser recherchierte zahlreiche amtliche Dokumente wie Meldezettel und Totenschaubefund, Briefe und Texte aus dem Umfeld Tschuppiks und untersuchte insbesondere seine Positionen zu politischen und gesellschaftlichen Fragen anhand der Tschuppik zuordenbaren Zeitungsartikel, Feuilletons und Essays.

## Anekdoten
- Tschuppik und Anton Kuh galten in den Kaffeehäusern, damals Treffpunkt des kulturellen und intellektuellen Lebens, aber auch in den Heurigen, die beide gerne und häufig besuchten,[35] als „eines der witzigsten und komischsten Freundespaare“, deren Wirkung der Stegreif-Szenen, in denen sie im Kaffeehaus Personen parodierten, vor allem durch die Gegensätzlichkeit der beiden ergab.[25] So berichtete Hermann Kesten in seinem Buch „Dichter im Café“, dass „Tschuppik in äußerster Ruhe, Kuh in äußerster Unruhe“ in „unerschütterlichem Ernst“ ihre parodierten Figuren spielten, während die „Zuhörer vor Lachen schier barsten“.[36]

- Friedrich Torberg berichtete in seiner Tante Jolesch unter anderem über den Höhepunkt einer Auseinandersetzung Tschuppiks mit dem Wiener Polizeipräsidenten Johann Schober sowie seinem Traum der Gründung einer Tageszeitung kuriosen Namens:

„Bald nach dem Beginn seiner Tätigkeit bei dem Wiener Boulevardblatt ‚Die Stunde‘ geriet Tschuppik in einen persönlichen Konflikt mit dem damaligen Polizeipräsidenten Johann Schober. Aus Gründen, die hier nichts zur Sache tun, konnte er seinem Groll in der ‚Stunde‘ keinen Ausdruck geben, und daran trug er schwer. Die Art, wie er sich schließlich doch Luft machte, gehört gleichermaßen zu seinem wie zum Bild der Stadt Wien. Es geschah nach einem nächtlichen Heurigenbesuch. Tschuppik steuerte seinem Domizil im alten Hotel Bristol zu und überquerte unsicheren Schritts die Opernkreuzung, als ihm der dort postierte Verkehrspolizist, den er offen für einen feindlichen Sendboten Schobers hielt, mißfällig ins Auge stach. Ein wenig schwankend pflanzte er sich vor ihm auf und apostrophierte ihn wie folgt: ‚Gehen Sie zu Ihrem Präsidenten … und richten Sie ihm aus … der Tschuppik läßt ihm sagen … er soll ihn im Arsch lecken … Der Schober soll den Tschuppik im Arsch lecken … Haben Sie verstanden?‘ Das Sicherheitsorgan bekundete sein Verständnis durch sofortige Verhaftung Tschuppiks, gab sich jedoch nach Intervention einiger Begleitpersonen mit der Aufnahme der Personaldaten und Erstattung der Anzeige zufrieden. Wenige Tage später erhielt Tschuppik eine geharnischte Vorladung auf das zuständige Polizeikommissariat. […] Tschuppik […] entschuldigte sich gesenkten Hauptes und wurde nach einigem Hin und Her mit der dringlichen Ermahnung, daß so etwas nie wieder vorkommen möge, entlassen. Von diesem Tag an pflegten die Polizisten im Rayon Opernkreuzung – unter denen sich der Vorfall natürlich herumgesprochen hatte – stramm zu salutieren, wenn sie Tschuppik herankommen sahen. Ein Mann, der dem Polizeipräsidenten das Arschlecken schaffen durfte, ohne daß ihm etwas geschah, hatte Anspruch auf höchsten Respekt.“

„Tschuppik träumte davon, eine Tageszeitung mit dem schlichten Titel ‚Der Arsch‘ zu gründen (wöchentliche Beilagen: ‚Der Kinderarsch‘ und ‚Der Frauenarsch‘). Immer wieder berauschte er sich an der Vision, wie der Nachtkolporteur, einen Stoß der ersten Ausgabe griffbereit überm Arm, nach Schluß der Vorstellung vor der Oper stünde und den vornehm gewandeten Damen und Herren, die jetzt herausströmten, sein tonlos geschäftsmäßiges ‚Der Oasch … der Oasch … der Oasch‘ entgegenriefe. Es blieb ein Traum.“

## Verschiedenes
- Seine Biografie von Maria Theresia, 1934 ins Holländische übersetzt, wurde von Anne Frank am 13. Juni 1944 gelesen.[39]

## Werke
Biografien
1928: Franz Joseph I. Der Untergang eines Reiches. Avalun Verlag, Hellerau bei Dresden
englisch: The Reign Of The Emperor Francis Joseph 1848-1916. London 1930 (online)
holländisch: Frans Joseph I De ondergang van een rijk. Vertaling Alfred Krans Uitgeverij Aspekt, 2022
1929: Elisabeth. Kaiserin von Österreich. Verlag Hans Epstein, Wien/Leipzig
1931: Ludendorff. Die Tragödie des Fachmanns. Verlag Hans Epstein, Wien/Leipzig
englisch: Ludendorff, the tragedy of a military mind (1932)
1933: François-Joseph et Madame Schratt. D’après les carnets du Comte Lonyay, Chabellan de S. M. François-Joseph. Paris
1934: Maria Theresia. Allert de Lange Verlag, Amsterdam
Roman
1937: Ein Sohn aus gutem Hause. Allert de Lange Verlag, Amsterdam
Verfilmung
1989: Ein Sohn aus gutem Hause (Regie: Karin Brandauer)